# Mihai Eminescu (Botoșani)
Mihai Eminescu (in passato Ipotești) è un comune della Romania di 6 807 abitanti, ubicato nel distretto di Botoșani, nella regione storica della Moldavia.
Il comune è formato dall'unione di 9 villaggi: Baisa, Cătămărești, Cătămărești-Deal, Cervicești, Cervicești-Deal, Cucorăni, Ipotești, Manolești, Stâncești.
La sede comunale è ubicata nell'abitato di Ipotești.
Il comune ha assunto il nome attuale in onore del poeta Mihai Eminescu (1850-1889), che qui visse.